# Buraco do Diabo

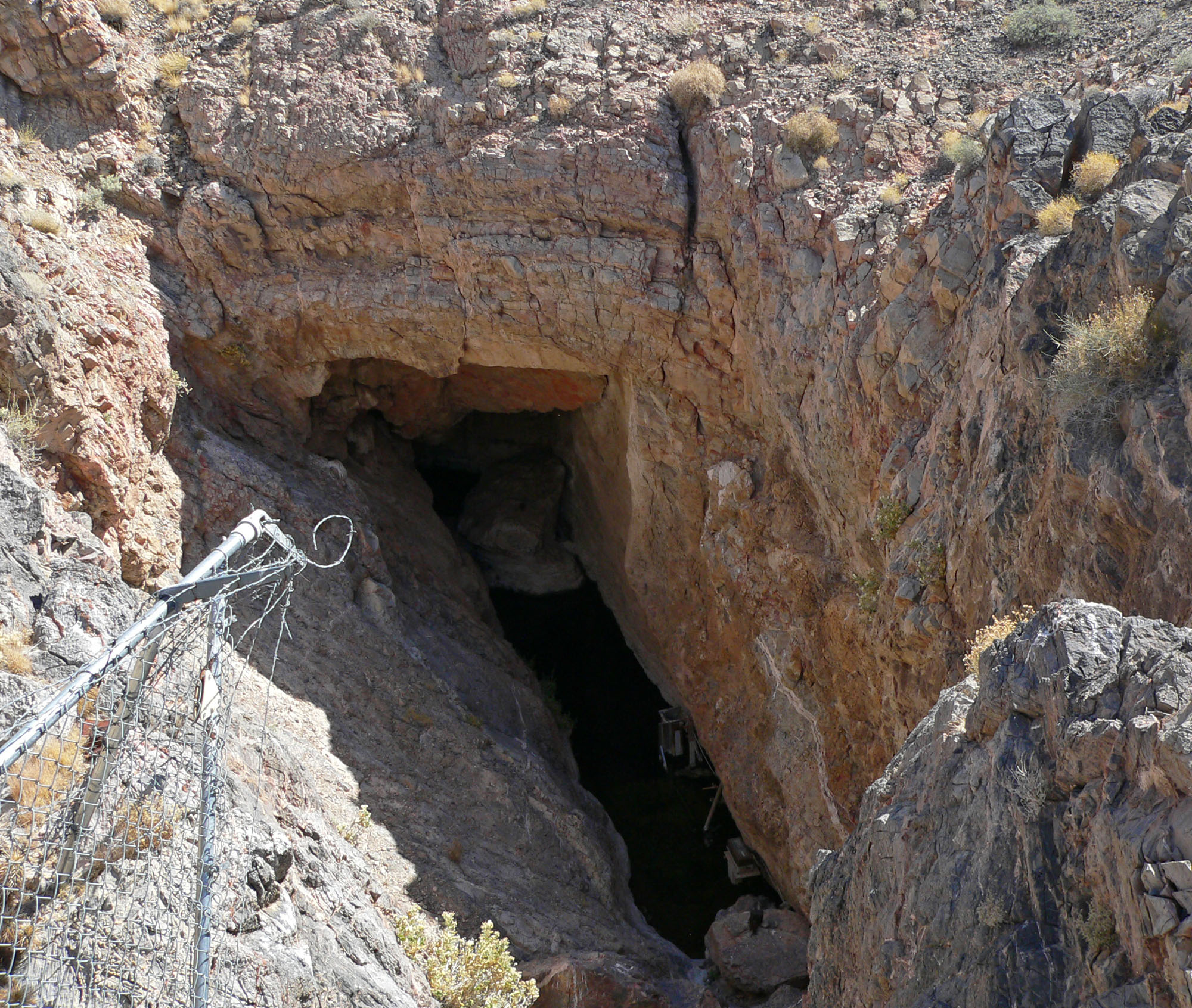
Olhando para o Buraco do Diabo, a área escura é a superfície da água.

Buraco do Diabo (em inglês Devils Hole) é uma formação geológica localizada em uma unidade isolada do Parque Nacional Death Valley e cercada pelo Refúgio Nacional de Vida Selvagem Ash Meadows [en] no condado de Nye, Nevada, no sudoeste dos Estados Unidos.
O Buraco do Diabo é o habitat da única população natural do peixinho-do-buraco-do-diabo (Cyprinodon diabolis), ameaçado de extinção. A unidade de 40 acres faz parte do complexo Ash Meadows [en], uma área de planaltos desérticos e oásis alimentados por nascentes que foi designada como Refúgio Nacional de Vida Selvagem em 1984. Em 1952, o presidente Harry Truman acrescentou o Buraco do Diabo ao então Monumento Nacional do Vale da Morte.

## Descrição
O Buraco do Diabo é uma piscina geotérmica dentro de uma caverna de calcário no Deserto de Amargosa, no Vale de Amargosa [en] em Nevada, a leste da Cordilheira de Amargosa e das Montanhas Funerárias [en] do Vale da Morte. Ela está a uma altitude de 730 metros acima do nível do mar e a água está a uma temperatura constante de 33 °C. A área da superfície do Buraco do Diabo tem cerca de 22 metros de comprimento por 3,5 metros de largura. A aproximadamente 0,3 metros de profundidade em uma extremidade do Buraco do Diabo há uma pequena plataforma de rocha de 3,5 por 5 metros. O oxigênio dissolvido da água é de 2,5 a 3,0 ppm até cerca de 22 metros de profundidade, embora a plataforma rasa possa ter níveis de oxigênio dissolvido tão altos quanto 6,0 a 7,0 ppm em junho e julho.

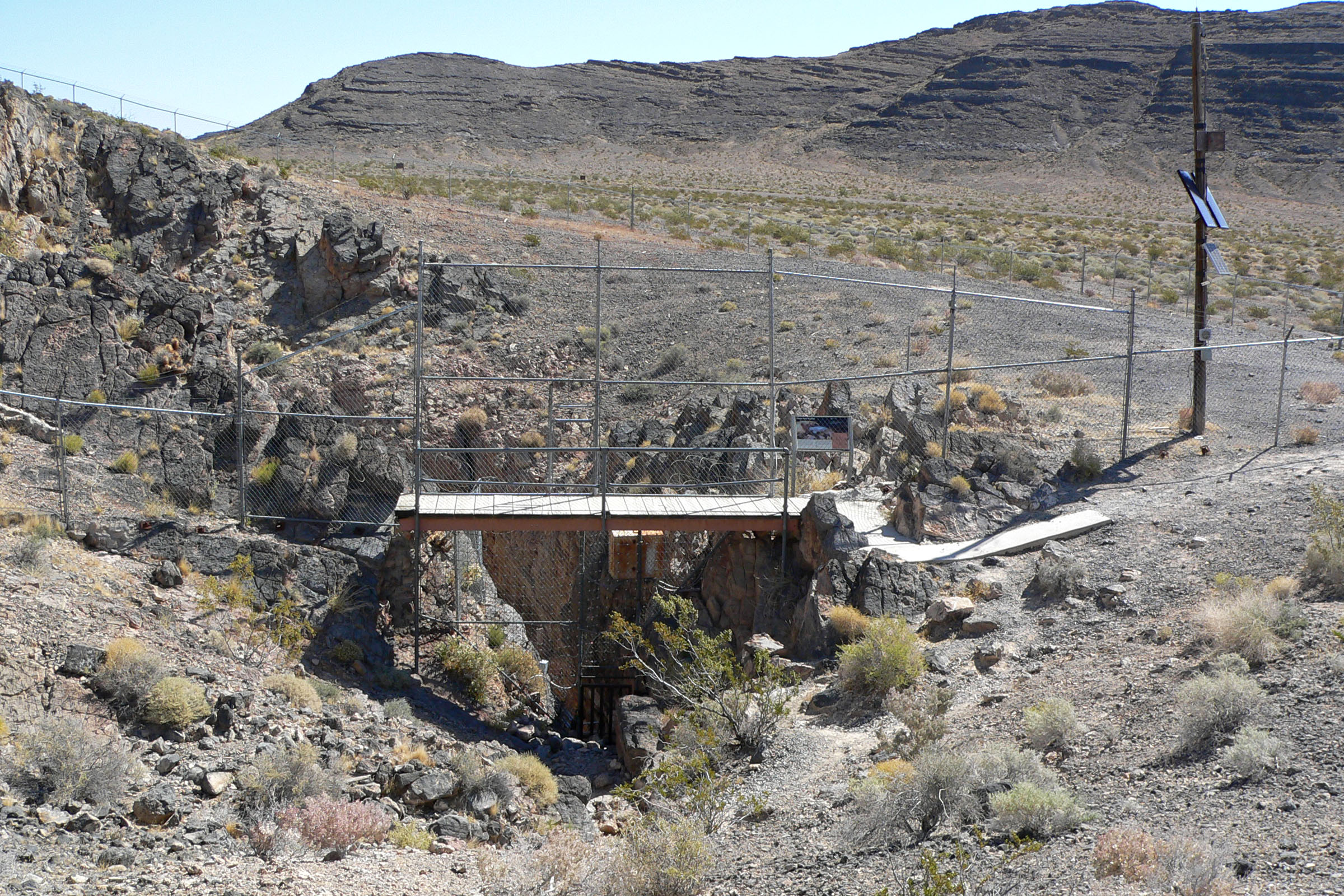
Uma plataforma de observação com vista para o buraco.

O Buraco do Diabo se ramifica em cavernas com pelo menos 130 metros de profundidade, cujo fundo nunca foi mapeado. De acordo com os geólogos, as cavernas foram formadas há mais de 500.000 anos. A piscina tem sofrido frequentemente atividade de ondas estacionárias devido a terremotos distantes no Japão, Indonésia, México e Chile, que foram comparados a tsunamis de escala extremamente pequena.
Abaixo da superfície da piscina, o Buraco do Diabo desce aproximadamente 50 metros pelo que é chamado de “câmara principal” antes de chegar a uma abertura estreita chamada de “funil”. Por essa abertura, há uma câmara muito maior do sistema de cavernas conhecida como Abismo de Acree. O Abismo de Acree tem aproximadamente 91 metros de comprimento, 12 metros de largura e um fundo de aproximadamente 80 metros abaixo da superfície.
Imediatamente após passar o funil para a Abismo de Acree, um tubo lateral estreito pode ser encontrado à esquerda do mergulhador. Esse tubo lateral segue aproximadamente 27 metros para cima até uma câmara com uma bolsa de ar, chamada de Sala de Brown. O tubo que leva à Sala de Brown tem pelo menos duas ramificações, a mais alta leva a um beco sem saída preenchido com uma pequena bolsa de ar e a mais baixa se une a outros tubos que descem da Sala de Brown. Se o mergulhador descer pela Câmara de Acree, o primeiro ponto de referência notável é uma plataforma rochosa denominada “borda inferior”, cerca de 30 metros abaixo da entrada da câmara. O fundo da Câmara de Acree fica a cerca de 79 metros abaixo da superfície, mas não é plano. Em vez disso, uma parte do piso da câmara desce abaixo dessa plataforma inferior; um funil gradual leva a um buraco no fundo da câmara com uma forte correnteza. O buraco, posteriormente denominado ojo de agua (olho d'água), está a 96 metros abaixo da superfície e é grande o suficiente para que um mergulhador com equipamento possa passar por ele.
Em 1965, Paul Giancontieri, um adolescente que havia pulado a cerca com amigos para mergulhar no buraco, não voltou. Outro mergulhador, David Rose, desceu para encontrá-lo, mas também não voltou à superfície. Posteriormente, cinco mergulhadores tentaram encontrar seus corpos sem sucesso.
Em 20 de junho de 1965, durante o segundo mergulho de uma missão de resgate e recuperação de corpos, Jim Houtz e seu parceiro de mergulho lançaram uma linha de profundidade com peso a uma profundidade de 284 metros a partir do início dessa abertura, sem atingir o fundo da câmara abaixo. Devido à forte correnteza, ao pequeno tamanho da entrada e à profundidade desconhecida da caverna abaixo, que Houtz chamou de “Sala do Infinito”, Jim e seu parceiro optaram por não explorar essa Sala do Infinito. Essa missão, no entanto, confirmou que a Sala do Infinito do Buraco do Diabo e o próprio sistema de cavernas têm uma profundidade de pelo menos 380 metros a partir da superfície.

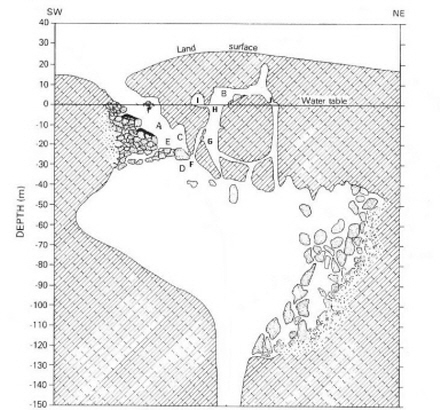
Diagrama atualizado do Buraco do Diabo (2005)

Uma exploração subsequente do USGS no Buraco do Diabo em 1991 por Alan Riggs, Paul DeLoach e Sheck Exley [en] entrou no que eles descobriram ser um tubo estreito em vez de uma “Sala do Infinito” a 315 metros, descendo a uma profundidade de 436 metros. A equipe relatou ser capaz de ver até uma profundidade de cerca de 500 metros, sem visualizar o fundo da caverna.
Em 20 de março de 2012, um terremoto de magnitude 7,4 em Oaxaca, México, a cerca de 3.200 km de distância e centrado a aproximadamente 19 km abaixo da superfície, causou uma elevação e queda ondulante de 1,2 metros das águas da caverna, conforme observado pelos pesquisadores que trabalhavam no Buraco do Diabo na época. A equipe de mergulho do USGS de 1991 descreveu o Buraco do Diabo como uma espécie de “claraboia” para o lençol freático.
Uma equipe de paleoclimatologistas da Universidade de Innsbruck vem coletando e datando depósitos minerais de calcita nesse local desde 2010. Em março de 2017, o cinegrafista subaquático Jonathan Bird [en] recebeu permissão para ajudar os cientistas em uma expedição de quatro dias para coletar amostras de água e núcleos de calcita. As imagens IMAX foram incluídas no filme Ancient Caves, de 2020, e imagens extras foram usadas para criar o documentário em vídeo Exploring Devils Hole.
Houve estudos semelhantes no Buraco do Diabo, mas eles não são mais permitidos devido ao status de risco de extinção do peixinho-do-buraco-do-diabo. O Serviço Nacional de Parques exige a limpeza e a desinfecção de equipamentos de mergulho [en], equipamentos de escalada, câmeras etc. com água quente e Sal de Amônio Quaternário seguidos de pelo menos 30 dias de secagem ao ar, para evitar a contaminação do ecossistema subaquático.
Em 19 de setembro de 2022, ocorreu uma onda estacionária de 1,2 metros no Buraco do Diabo depois que um  terremoto de 7,6 de magnitude atingiu o oeste do México, a cerca de 2.400 quilômetros de distância. Também foram observadas ondas estacionárias na caverna após fortes terremotos em 2012, 2018, 2019 e 2024 

## Caverna do Buraco do Diabo

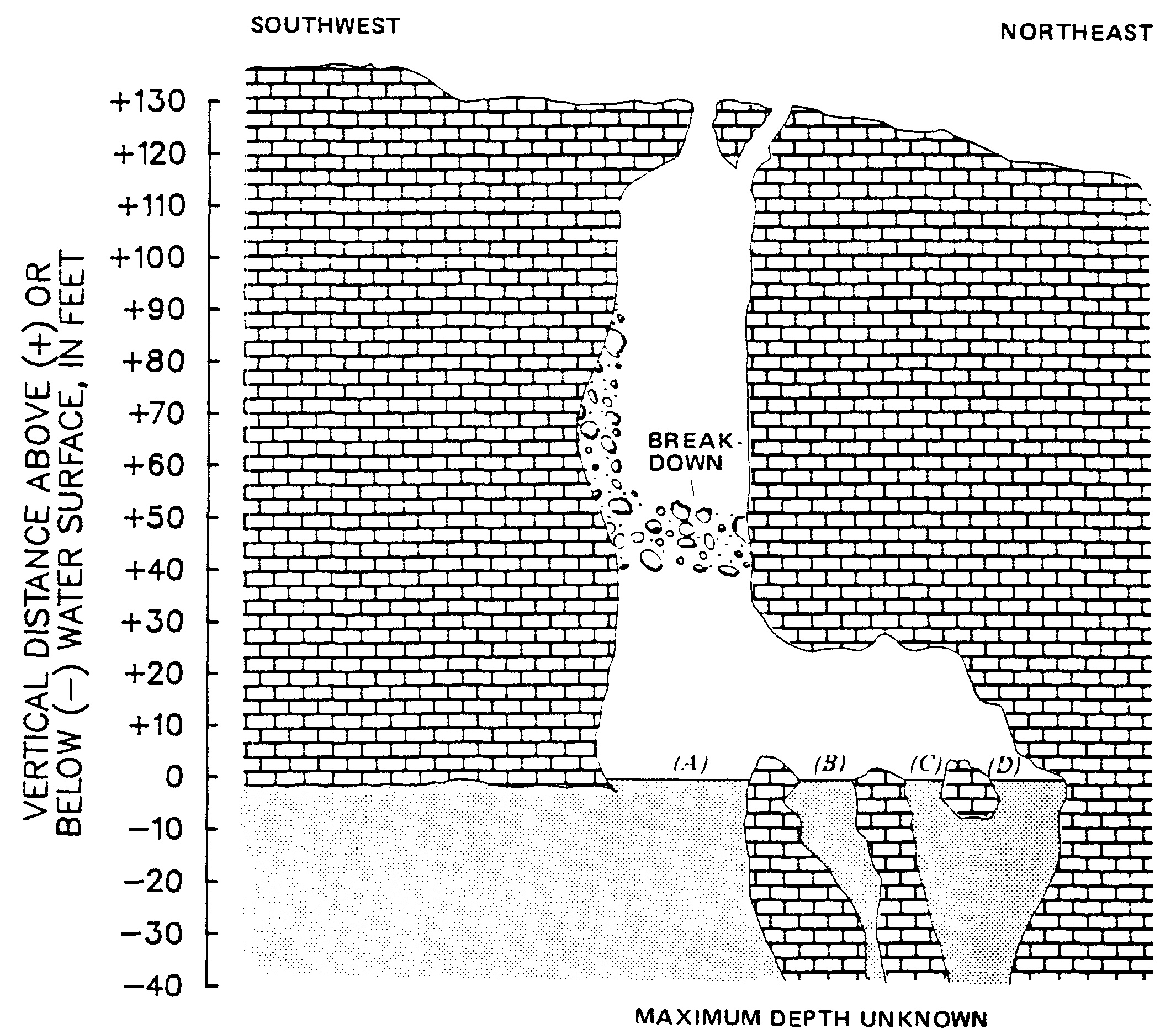
Diagrama da caverna do buraco do diabo (1988)

Localizada a 200 metros ao norte do Buraco do Diabo, há um sistema de cavernas separado chamado Caverna do Buraco do Diabo (nº 2). Ela foi explorada pela primeira vez debaixo d'água a uma profundidade de 21 metros por mergulhadores da Sociedade Espeleológica do Sudoeste dos EUA em fevereiro de 1961. Ela foi descrita como tendo o formato de uma bota com restrição de rochas caídas no nível de 15 metros, levando a uma piscina estreita com água a 34 °C. Como a luz do sol não chega à água, as algas não podem crescer e não são encontradas espécies de peixes.
Na superfície, as aberturas da caverna são conectadas ao Buraco do Diabo por uma estrada de acesso e cercada por uma grade de metal trancada. Abaixo do solo, uma conexão de águas profundas transitável para o Buraco do Diabo foi teorizada, mas ainda não foi descoberta.

## Peixinho-do-buraco-do-diabo
Artigo principal: Peixinho-do-buraco-do-diabo

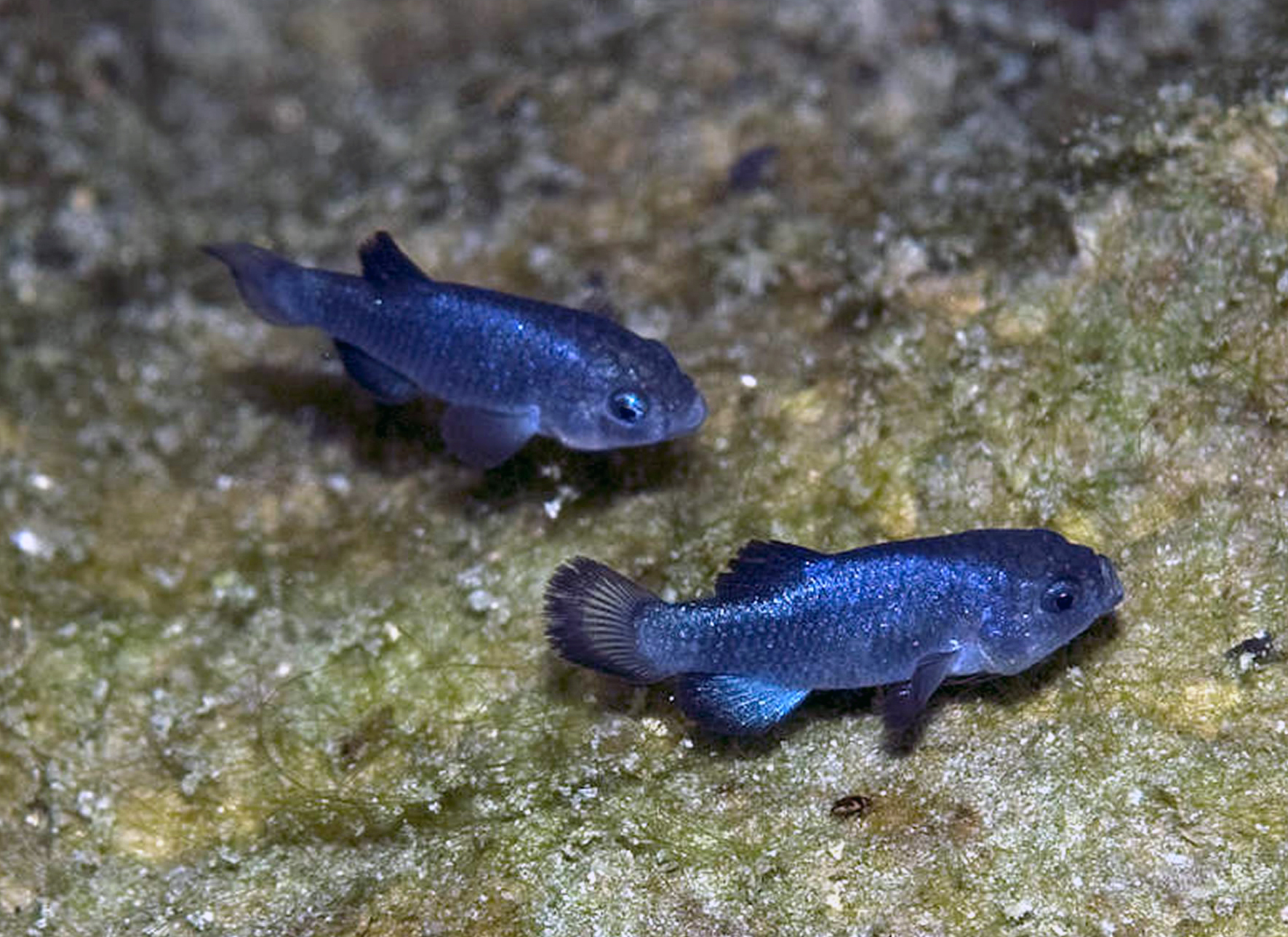
Peixes-pupilo do Buraco do Diabo, Cyprinodon diabolis, do Parque Nacional do Vale da Morte

O Buraco do Diabo é o único habitat natural do peixinho-do-buraco-do-diabo, que sobrevive apesar da água quente e pobre em oxigênio. O Buraco do Diabo “pode ser o menor habitat do mundo que contém toda a população de uma espécie de vertebrado”. O peixe é considerado criticamente ameaçado pela IUCN. A espécie foi descrita como o peixe mais raro do mundo, com uma população de 263 indivíduos em 2022. Informações genéticas indicam que a espécie de peixinho-do-buraco-do-diabo é tão antiga quanto o próprio Buraco do Diabo, que se abriu para a superfície há cerca de 60.000 anos.
O peixinho-do-buraco-do-diabo foi protegido desde que foi declarado espécie ameaçada de extinção em 1967. Conflitos sobre a propriedade e o uso das águas subterrâneas ao redor do Buraco do Diabo causaram litígio na década de 1980, o que desencadeou mais proteções à espécie. Desde o final da década de 1990, a população desse peixe diminuiu substancialmente. Os motivos da redução são desconhecidos, mas possivelmente se devem a um não indígena que está consumindo os ovos de peixinho-do-buraco-do-diabo.

## Ligações Externas
- "Buraco do Diabo"
- The Southwestern Naturalist: "Pupfish Populations"
- Ancient Caves (IMAX 2020) no IMDB
- Terremoto no México cria tsunami em “Buraco do Diabo”, nos EUA
- Localização do Buraco do Diabo.